# Rio Dămuc
O Rio Dămuc é um rio da Romênia, afluente do Bicaz, localizado no distrito de Harghita,

Neamţ.